# Rottenbach
Rottenbach là một đô thị thuộc huyện Saalfeld-Rudolstadt, trong bang Thüringen, nước Đức. Đô thị Rottenbach có diện tích 52,26 km².